# 여진 문자
여진 문자(女眞文字, 여진어:  /dʒu ʃə bitxə/)는 여진족이 세운 금나라에서 쓰였던 문자이다. 여진대자와 여진소자의 두 종류가 있는 것으로 여겨진다.

## 개요
여진 문자는 거란 문자의 영향을 받았으며, 제자원리에서 한자를 본으로 삼았고, 한족 한문화에 맞서 독자적인 문자를 만들려 했던 북방민족왕조의 의도에서 비롯되었다.
현재 남아있는 주요 여진 문자 자료는 명대에 편찬된 『화이역어(華夷譯語)』 등이 있다. 해독이 아직 불명확한 점이 많으며, 전반적인 제자원리나 규칙성 등은 충분히 밝혀지지 않았다. 금조에서 국가 사업의 일환으로 한서를 번역하거나 한 자료 이외에 빈민들은 쉽게 쓰기 어려운 문자여서 충분히 보급되지 않았다.

## 역사
14세기에 금나라의 역사를 편찬한 사서 《금사》에 실린 〈완안희윤전〉(完顔希尹傳)에 의하면 1119년(천보 3년)에 금 태조 아골타의 명령으로 완안희윤(完顔希尹)과 완안야로에게 글자를 제도에 맞추어 편찬할 것을 지시하였다. 이에 완안희윤은 한자의 해서에 의거하고 거란 문자에 맞추어 여진대자(女眞大字)를 완성하였고, 1119년에 완성 및 반포되어 국자(國字)로 사용되었다. 이후 1138년(천권 원년)에 금의 제3대 황제 희종이 여진소자를 제정했으며 1145년(황통 5년)에 공포하였다고 전해진다. 《금사》에는 대자와 소자에 관한 상세한 설명이 모두 실려 있지 않다.
금의 공식 문자로 지정되어 서경의 관립학교에서 가르쳐졌으며, 《사기》《백씨책림》《논어》《맹자》《노자》 등의 고전이 여진 문자로 적힌 여진어로 번역되었으나 모두 실전되어 알 수 없다. 금의 전성기라고 평가받는 제5대 황제 세종 때에는 여진문자의 사용이 장려되었고 여진의 풍속과 문화를 유지하는 정책을 취했다.
1234년(천흥 3년)의 금 멸망 이후에도 중국 동북부 여진족 사이에서는 쓰인 것으로 보이며, 1413년(영락 11년)에 세워진 것으로 여겨지는 영녕사비(永寧寺碑)에는 한문, 티베트 문자, 몽골 문자와 나란히 여진 문자도 기록되어 있다. 이 점에서 적어도 명대, 15세기 초엽까지는 아직 여진 문자를 사용한 인구가 있었던 것으로 생각된다.
여진족의 후신인 만주족은 몽골에서 받아들인 위구르계 표음 문자 만주 문자로 만주어를 적기 시작했다. 만주 문자로 기록된 가장 이른 시기의 비문은 1630년(숭정 3년)의 것으로, 적어도 이 시점에는 이미 여진 문자는 쓰이지 않게 되었다.

## 문자의 구조
여진 문자는 거란 문자 기반으로 한자를 참고하여 창제되었다. 그 과정에서 의미와 음운 상의 차용이 이루어졌다. 많은 여진 문자는 비슷한 의미를 가진 한자와 거란 문자의 모방이거나 변형된 형태이다. 그 외의 문자는 여진어의 음과 비슷한 한자에서 파생되었으며, 이러한 글자는 한자의 본래 의미와 관련이 없다. 거란소자와 비슷한 여진 문자도 소수 있는 것으로 보이며, 어미(語尾)의 문법적 요소와 중국어 차용어를 표음 기호로 표기하는 방식, 표음문자 없이 표기되는 단어 등은 여진소자로부터 영향을 받았을 것이다.
여진 문자는 글자의 역할에 따라 다음의 두 분류로 나뉠 수 있다.
- 표의문자
  - (1~3음절의, 일반적으로 2음절의) 단어 전체를 나타냄
  - 단어의 어두 1~2음절을 표기하고 그 뒤에 표음문자를 덧붙임
- 표음문자
  - 일반적으로 CV 음절, Vn 어미, 단일 모음을 나타냄[3]

그러나 두 분류의 경계가 명확하지 않고, 일부 표의문자가 다른 단어에서 표음적으로 사용될 수 있다.
완안희윤의 《여진자서》(女眞字書)와 후대의 비문 및 명대의 사전을 비교하면, 여진 문자가 순전한 표의문자에서 표의·표음 혼용 체계의 방향으로 발전해갔음을 알 수 있다. 본래 한 글자로만 적히던 단어의 상당수가 후대에는 두 글자, 심지어는 세 글자로도 적히게 되며, 단어 전체를 표기했던 한 글자가 후대에는 어두 음절 표기로 그 용도가 축소되고 어미에 표음문자가 첨기되었다.

## 연구
현전하는 여진어 기록 표본은 희소하기 때문에 19세기에는 비문의 어느 문자가 대자이고 소자인지, 애초에 여진 문자가 맞는지조차 알기 어려웠다. 때문에 19세기의 중국과 서양의 학자들은 대금황제도통경략낭군행기(大金皇弟都統經略郞君行記)가 여진대자로 기록되었다고 여겼다. 그러다가 1922년에 벨기에인 선교사 L. Ker가 경릉(慶陵) 요나라 황실 무덤을 발견하였는데, 요 흥종(興宗)과 인의황후(仁懿皇后)의 묘비명에서 한자와 나란히 새겨진 문자가 발견되었고, 이는 낭군행기에 새겨진 문자와 같은 종류였다. 오랫동안 여진 문자라고 생각되었던 낭군행기의 글자들은 사실 거란 문자였고 거란어를 기록한 것이었다.

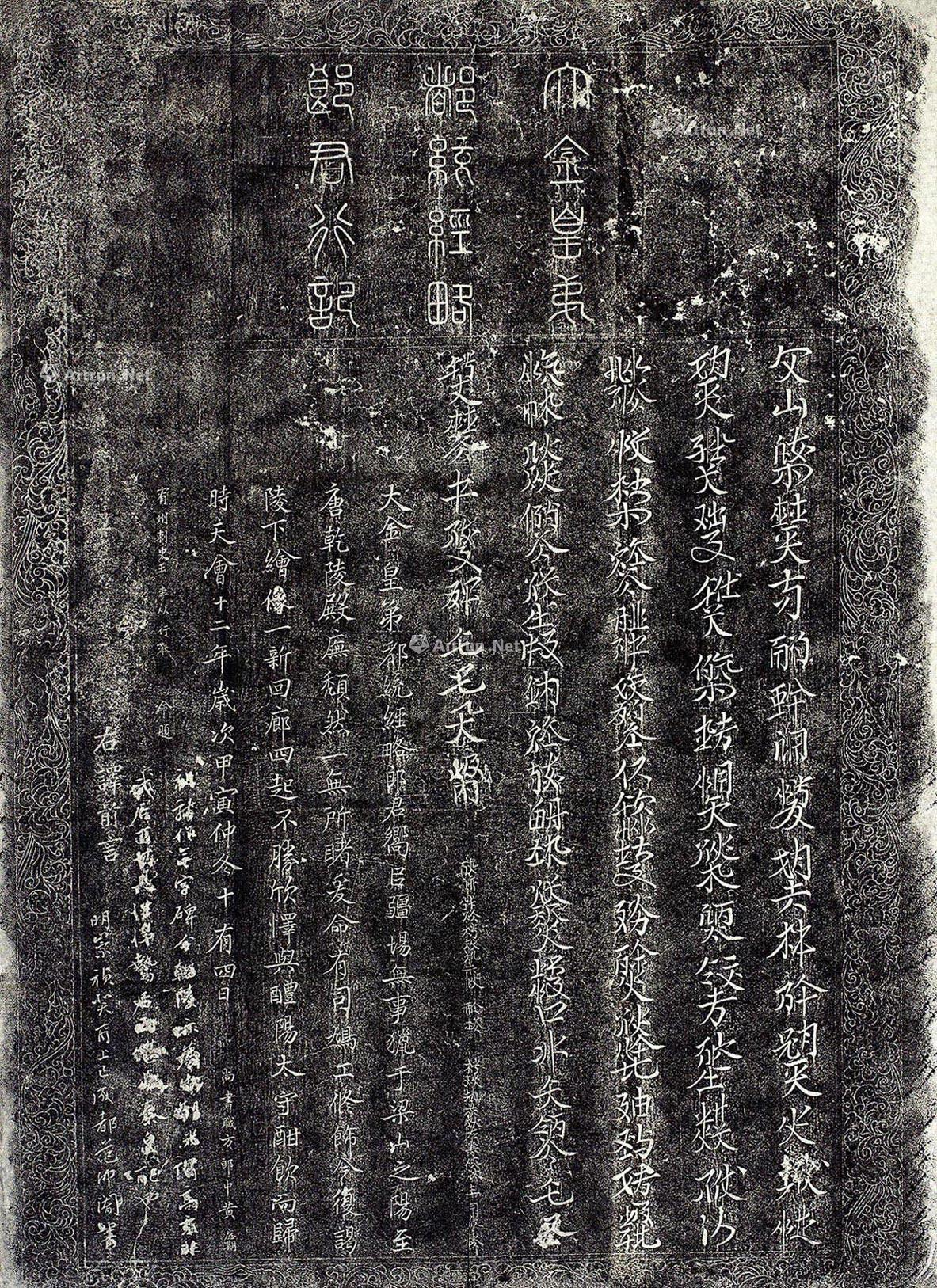
대금황제도통경략낭군행기(大金皇弟都統經略郞君行記)

19세기 말에 빌헬름 그루베에 의해 여진 문자의 선구적인 연구가 이루어졌다. 다음은 일반적으로 구할 수 있는 여진 문자 연구 자료이다.
- 빌헬름 그루베, 《여진의 언어와 문체》(Die Sprache und Schrift der Jučen, Leipzig, 1896) = 葛魯貝《女真語言文字考》(Tientsin, 1941)
- 진광핑, 진치충, 《여진언어문자연구》(女真語言文字研究, 內蒙古大學出版社, 1964)
- 기요세 기사부로, 《여진 언어어와 문자에 관한 연구: 재구성과 해독》(A Study of the Jurchen Language and Script: Reconstruction and Decipherment, Kyoto, 1977)
- 진광핑, 진치충, 《여진언어문자연구》(文物出版社, 1980)
- 대니얼 케인, 《번역 기관의 중국어-여진어 어휘》(The Sino-Jurchen Vocabulary of the Bureau of Interpreters, Indiana University Press, 1989)
- 아이신 교로 울히춘, 《여진언어문자신연구》(女真言語文字新研究, 明善堂, 2002)
- 아이신 교로 울히춘, 《명나라 시대 여진인:《여진역어》에서 《영영사기비》까지》(『明代の女真人──『女真訳語』から『永寧寺記碑』へ──, 京都大学学術出版会、2009)
- 아이신 교로 울히춘, 요시모토 미치마사, 《한반도에서 바라본 거란·여진》(韓半島から眺めた契丹・女真, 京都大学学術出版会, 2011)
- 아이신 교로 울히춘, 《명나라 시대 여진인:《여진역어》에서 《영영사기비》까지》(경진출판, 2014)

### 연구자
- 빌헬름 그루베
- 리게티 러요시
- 진광핑(金光平, 아이신 교로 헝쉬)
- 진치충(金啓孮, 아이신 교로 치충)
- 아이신 교로 울히춘
- 기요세 기사부로
- 대니얼 케인
- 알렉산드르 페브노프

## 조선의 여진학
조선왕실의 사역원에서 명의 멸망과 청의 융성과 함께 1667년에 여진학이 청학으로 개편되기 전까지는 여전히 여진어를 교육했다. 여진학은 이미 멸망한 금왕조의 언어였기 때문에, 한학, 왜학과 달리 외교를 목적으로 하는 교육이 아니라, 교역 시 상품 흥정, 행상 회화 등에 치중되어 학습되었다. 여진학은 북방에 잔존해 있던 여진족 집단과 실리적인 목적으로 교류하기 위해 존속되었다.
대한민국의 국어학자 정광은 위구르계 귀화인 설장수가 조선 사역원 설립에 관여한 사실과 여진학이 청학으로 개편된 과정 등을 근거로 당시 여진학 교재가 금에서 쓰이던 여진 문자가 아닌 위구르 문자로 기록되어 있었을 것이라고 주장한다. 그러나 임진왜란을 거치며 여진학 교재의 대부분이 소실되었으며, 얼마 남지 않은 교재도 청학으로의 개편에 따라 소재가 불명해졌다. 때문에 당시에 여진학을 학습하기 위한 교재가 어떠한 문자로 기록되어 있었는지는 알 수 없다.

## 같이 보기
- 여진어
- 거란 문자